# Amber Montana
Amber Dawn Montana (Santa Clarita, 2 dicembre 1998) è un'attrice statunitense.

## Biografia
Ambra Montana, di origini ispaniche, ha iniziato a recitare all'età di 7 in Florida prima di trasferirsi in California. È apparsa in diversi spettacoli televisivi. Nel 2012, fu scelta per il ruolo principale come Taylor nella sitcom di Nickelodeon I fantasmi di casa Hathaway.

## Filmografia

### Cinema
- She Could Be You, regia di Nancy Tunstall (2008)
- The Way to Happiness, regia di Taron Lexton (2009)
- Herpes Boy, regia di Nathaniel Atcheson (2009)
- Viaticum, regia di Dannel Perkins (2009)
- Monster Mutt, regia di Todd Tucker (2011)
- All Kids Count, regia di Michael J. Nathanson (2011)
- Un killer tra noi, regia di Michael Feifer (2016)
- Emma's Chance, regia di Anna Elizabeth James (2016)
- Arlo: The Burping Pig, regia di Tom DeNucci (2016)
- Oggi è sempre Natale (Christmas All Over Again), regia di Christy Carlson Romano (2016)
- Left Behind: Vanished - Next Generation, regia di Larry A. McLean (2016)
- Pistachio, regia di Anna Elizabeth James (2018)
- Ice Cream in the Cupboard, regia di Drew Pollins (2019)
- Hubie Halloween, regia di Steven Brill (2020)

### Televisione
- I Didn't Know I Was Pregnant - serie TV, episodio 3x09 (2010)
- Cose da uomini (Man Up!) - serie TV, episodio 1x01 (2011)
- AwesomenessTV - serie TV, episodi 2x14 e 2x16 (2014)
- I fantasmi di casa Hathaway (The Haunted Hathaways) - serie TV, 48 episodi (2013-2015)
- I Thunderman (The Thundermans) - serie TV, episodio 2x05 (2014)
- Madri nemiche (Party Mom), regia di Michael Feifer - film TV (2018)

### Cortometraggi
- El Bolerito, regia di Julio O. Ramos (2010)
- Sister News, regia di Oren Kaplan (2014)
- Work That, regia di David H. Venghaus Jr. (2014)
- Mustache Dude!, regia di Ian Pfaff (2015)
- We Generate a Spark, regia di Henry Darrow McComas (2016)

### Doppiaggio
- Pedro - Galletto coraggioso (Un gallo con muchos huevos) - film d'animazione (2015)
- Spirit Riding Free - serie animata (2017-2019)

## Premi e candidature
| Anno | Evento        | Categoria          | Lavoro                      | Risultato   |
| ---- | ------------- | ------------------ | --------------------------- | ----------- |
| 2014 | Imagen Awards | Best Young Actress | I fantasmi di casa Hathaway | Candidato/a |

## Doppiatrici italiane
- Joy Saltarelli in I fantasmi di casa Hathaway, I Thunderman
- Ludovica Bebi in Madri nemiche